# Band Aid (gruppo musicale italiano)
I Band Aid sono stati un gruppo musicale italiano di ispirazione no wave della prima metà degli anni ottanta originario di Lecce.

## Storia
I Band Aid si formarono nel 1980 a Lecce con Toni Robertini, Giacomo Toriano (detto Mino), Frank Nemola, Felice De Donno, Roberto Gagliardi e Paolo Cesano, dalla rifondazione di un gruppo precedente (La Mela d'Oro, che già dal 1976 aveva elaborato un rock-jazz mediterraneo con elementi della musica popolare del Salento in chiave progressive). Sono influenzati dalla Scena di Canterbury, la No Wave e il free-jazz. Hanno prodotto proprie composizioni esclusivamente strumentali, a eccezione dell'ultimo anno di attività in cui si è aggregato al gruppo il cantante statunitense Arthur Miles, nipote del grande chitarrista jazz Wes Montgomery.
Sono stati il primo gruppo italiano ad autoprodurre un LP (No Autostop) nel 1980 sull'esempio della nuova scena anglosassone. Registrato in casa su 4 piste il disco viene pubblicato dall'Italian Records Service. Definiscono il proprio stile musicale No Jazz.
Nel 1981 si trasferiscono a Bologna e registrano il secondo LP (Due) per l'Italian Records. Partecipano a ELECTRA1-Festival per i fantasmi del futuro a Bologna, con Bauhaus, DNA, Brian Eno, Peter Gordon, Chrome, The Lounge Lizards, N.O.I.A., Rats, Gaznevada e il gruppo teatrale Magazzini Criminali. La musica dei Band Aid, articolata e poco incline agli stilemi del rock (se non per la ritmica), ne fa una presenza singolare nel panorama della scena new wave italiana. Nel 1983 sono invitati dal regista Pasquale Santoli al programma radiofonico di Rai Radio 3 Un certo discorso per un ciclo di cinque puntate.
A seguito delle scelte editoriali dell'Italian Records verso la dance e l'Italo disco registrano l'EP A Tour in Italy, prodotto da Oderso Rubini, dove per la prima volta si fa uso della voce, ma utilizzando conversazioni preregistrate di lezioni di inglese e uno sconclusionato rap in francese. Il lato B è un remix del dj americano Tony Carrasco. Il disco ottiene un discreto successo e conferisce al gruppo maggiore notorietà. Ma la nascita del supergruppo Band Aid di Bob Geldof crea qualche problema di omonimia ai preesistenti Band Aid italiani. L'ultimo periodo è segnato dal tentativo di raggiungere un pubblico più ampio, tuttavia la semplificazione del progetto musicale porta il gruppo a perdere motivazione fino a cessare l'attività nel 1985.
Nel 1987 Toni Robertini e Mino Toriano fondano l'ensemble Bande di Aiuto con cui si esibiscono in duo con un nuovo repertorio sostenuto da basi computerizzate, fino alla scomparsa di Toni Robertini nel 1989. Nel 1993 Toriano pubblica il bootleg ufficiale Live Tree, che documenta i brani che dovevano costituire il terzo LP dei Band Aid, registrati dal vivo, in cui si può apprezzare l'incisività delle esibizioni live e la maturità raggiunta dal gruppo.
Nel 2019 Mino Toriano inizia la composizione e la produzione di un nuovo album intitolato Band Aid 2020, pubblicato in CD nel 2021 e distribuito da Goodfellas. Alla nuova produzione, che ripropone lo stile alternativo del gruppo, partecipano Roberto Gagliardi, Felice De Donno, Frank Nemola, e anche Toni Robertini grazie all'editing digitale di registrazioni d'archivio.
Nel dicembre 2024 il giornalista Arcangelo De Luca organizza a Lecce un concerto dei Band Aid, che tornano così a esibirsi dal vivo  con Giovanni Chirico al sax e Massimiliano Ingrosso alla batteria.

## Formazione
- Toni Robertini: sax, flauto (1980-1985)
- Mino Toriano: chitarra, basso, contrabbasso
- Frank Nemola: tromba, flicorno, synth
- Roberto Gagliardi: sax, flauto
- Felice De Donno (1980-81, 2024-),  Luciano Graffi (1981-83),  Ignazio Orlando (1983-85): basso
- Paolo Cesano (1980-81), Mirko Pellati (1981-1983), Fabio Sorti (1983-84), Sergio Piccinini (1984-85), Massimiliano Ingrosso (2024-): batteria
- Arthur Miles: voce (1984)
- Giovanni Chirico: sax (2024-)

## Discografia

### Album in studio
- 1980 - No Autostop (Italian Records Service, TIXE 002, LP)
- 1981 - Due (Italian Records, EXIT 908, LP)
- 1993 - Live Tree - The official bootleg (CV, BA01, CD)
- 2021 - Band Aid 2020 (Street Recordz, BA001, CD)

### EP
- 1983 - A Tour in Italy (Italian Records, EXIT M506, 12")
- 1984 - Gaznevada/Band Aid Special Agent Man/A Tour in Italy (Italian Records, EXIT M515-516, EP 12")
- 2012 - N.O.I.A./Gaznevada/Band Aid A Tour in Italy (Italian Records, EXIT M375, 12")

### Singoli
- 1983 - A Tour in Italy (7") (Bellaphone Germany, 100-07-298, 7")

### Partecipazioni
- 2008 - AA.VV. Originals Volume 1 (Claremont 56, C56CD002, CD) con il brano  A tour in Italy
- 2013 - AA.VV. Italia NO! (Spittle, CD/LP) con il brano L'inviato d'oltreoceano/Festa happening